# فتحعلی‌خان صاحب‌دیوان

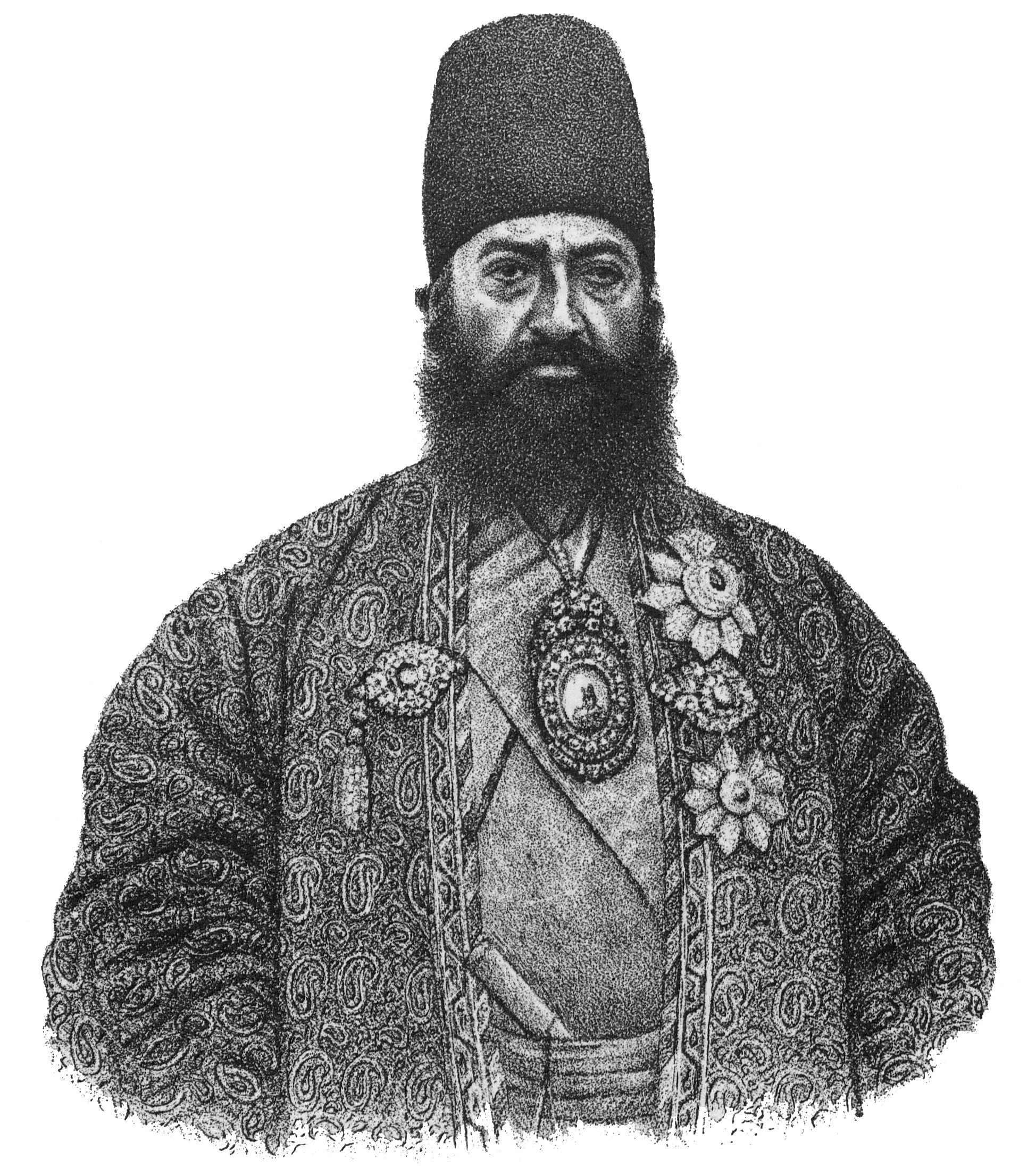
پیکرهٔ فتحعلی‌خان صاحب‌دیوان (اثر ابوتراب غفاری) در سال ۱۳۰۰ قمری

فتحعلی‌خان صاحب‌دیوان از دولت‌مردان دوره قاجار و داماد فتحعلی‌شاه قاجار بود.
صاحب‌دیوان پسر دوم علی‌اکبر قوام‌الملک شیرازی و داماد فتحعلی شاه متولد ۱۲۳۶ قمری در شیراز بود. در سال ۱۲۵۶ قمری به تهران آمد و مدتی در دیوان استیفا خدمت می‌کرد. پس از آن حاکم ورامین شد و تا سال ۱۲۶۹ به میرزا فتحعلی‌خان مستوفی معروف بود.
در سال ۱۲۷۳ قمری و بعد از مرگ میرزا محمدشفیع آشتیانی که ملقب به صاحب‌دیوان بود، ناصرالدین‌شاه این لقب را به فتحعلی‌خان داد. در سال ۱۲۷۷ قمری وزیر مظفرالدین میرزای ولیعهد در تبریز شد. در سال ۱۲۸۱ قمری به حکومت خوزستان رسید و در سال ۱۲۸۴ قمری وزیر مسعود میرزا ظل‌السلطان، پسر ناصرالدین شاه و حاکم اصفهان، شد. در سال ۱۲۸۸ قمری بار دیگر وزیر مظفرالدین میرزا شد.
در سال ۱۲۹۰ قمری که ناصرالدین شاه به سفر فرنگ می‌رفت، صاحب‌دیوان را به منصب وزیرنظامی معین کرد. در سال ۱۲۹۸ پیشکار ظل‌السلطان در حکومت فارس و از سال ۱۳۰۸ تا سال ۱۳۱۰ قمری پیشکار خراسان و متولی آستان قدس رضوی بود.
وی در سال ۱۳۱۴ هجری قمری درگذشت و در حرم امام رضا در قسمت دارالسعاده مدفون گردید.